# Deutsche Basketballnationalmannschaft (U-18-Junioren)
Die deutsche Basketballmannschaft der U18-Junioren ist die deutsche Auswahl der männlichen Jugend bis 18 Jahren im Basketball. Diese tritt bei internationalen Titelkämpfen für den Deutschen Basketball Bund (DBB) an und wird derzeit von Alan Ibrahimagic trainiert.

## Geschichte
Die beste Platzierung bei einer internationalen Meisterschaft war der vierte Platz bei der U18-Europameisterschaft (EM) 1986 in Österreich, als die Mannschaft mit Spielern wie Henning Harnisch, Moritz Kleine-Brockhoff und Henrik Rödl, die 1993 Europameister bei den Herren wurden, nach vier Siegen unter anderem gegen Spanien in fünf Vorrunden-Spielen in die Medaillenrunde einzog, dort aber das Halbfinale und das kleine Finale um die Bronzemedaille verlor. Davor hatte die Mannschaft zweimal den fünften Platz mit späteren NBA-Spielern wie Detlef Schrempf und Christian Welp sowie späteren Herren-Europameistern wie Stephan Baeck, Michael Koch, Jens Kujawa und Kai Nürnberger erreicht. Nach der Aufspaltung der führenden europäischen Basketballnationen Sowjetunion und Jugoslawien erreichte die Auswahl in den 1990er Jahren keine vorderen Platzierungen mehr in Europameisterschafts-Endrunden, stattdessen fiel man zeitweilig aus dem Kreis der 16 führenden europäischen Basketballnationen heraus, die der Division A der jeweiligen Altersklasse angehören. Bei der EM-Endrunde 2015 kehrte die Auswahl erneut in die Division A zurück und erreichte auf dem achten Platz die beste Platzierung seit fast 20 Jahren.
Beim vom DBB selbst organisierten renommierten Albert-Schweitzer-Turnier, das mit Teilnehmern von meist allen Kontinenten als inoffizielle U-18-Weltmeisterschaft eingestuft wird, reichte es 2010 zu einer Finalteilnahme, als die Auswahl gegen Australien verlor. Sechs Jahre später blieb die Auswahl unbesiegt und gewann durch einen Endspielsieg gegen Serbien erstmals die Veranstaltung, wobei Kostja Mushidi als wertvollster Spieler des Turniers ausgezeichnet wurde. 2018 gelang es der Mannschaft, den Titel ohne Niederlage im Turnierverlauf zu verteidigen. Es war die erste Titelverteidigung bei einem Albert-Schweitzer-Turnier durch eine europäische Mannschaft. Jonas Mattisseck und Hendrik Drescher wurden außerdem ins All-Tournament-Team gewählt, Mattisseck obendrein zum MVP des Turniers gekürt.
Nachdem man bei der Europameisterschaften 2019 und 2022 lediglich den elften Platz erreicht hatte, gelang 2023 mit dem dritten Platz der erste Medaillengewinn der Mannschaft. Ein Jahr später gewann man im Endspiel mit 93:83 gegen Serbien erstmals die Europameisterschaft. Christian Anderson erzielte im Finale 31 Punkte und Ivan Kharchenkov steuerte mit 18 Punkten, 10 Rebounds und 7 Assists fast ein Triple Double bei. In die Mannschaft des Turniers mit Christian Anderson und Hannes Steinbach zwei Deutsche gewählt.

## Platzierungen bei A-Europameisterschaften
| - 1. Platz: 2024 - 3. Platz: 2023 - 4. Platz: 1986, 2016 - 5. Platz: 1982, 1984 - 6. Platz: 1980, 2018 - 7. Platz: 1992 - 8. Platz: 1996, 2015 | - 09. Platz: 1988, 2007 - 10. Platz: 1970 - 11. Platz: 1968, 1976, 2009, 2011, 2017, 2019, 2022 - 12. Platz: 1990, 1994, 2002 - 13. Platz: 2006, 2010 - 14. Platz: 1974, 2005, 2008, 2012 |

## Aktueller Kader
| Spieler | Spieler            | Spieler           | Spieler | Spieler | Spieler  | Spieler                     |
| Nr.     | Name               | Geburt            | Größe   | Info    | Einsätze | Verein                      |
| ------- | ------------------ | ----------------- | ------- | ------- | -------- | --------------------------- |
|         |                    | Guards (PG, SG)   |         |         |          |                             |
| 0       | Jack Kayil         | 27.01.2006        | 1,91 m  |         |          | KK Mega Basket              |
| 2       | Jordan Müller      | 11.08.2006        | 1,84 m  |         |          | Ratiopharm Ulm              |
| 3       | Christian Anderson | 02.04.2006        | 1,83 m  |         |          | Oak Hill Academy            |
| 4       | Janne Müller       | 31.08.2006        | 1,88 m  |         |          | Telekom Baskets Bonn        |
|         |                    | Forwards (SF, PF) |         |         |          |                             |
| 6       | Hannes Steinbach   | 01.05.2006        | 2,03 m  |         |          | Würzburg Baskets            |
| 7       | Declan Duru        | 12.01.2007        | 2,02 m  |         |          | Real Madrid                 |
| 8       | Colin Schröder     | 18.12.2006        | 1,97 m  |         |          | EWE Baskets Oldenburg       |
| 10      | Ivan Kharchenkov   | 20.09.2006        | 1,98 m  |         |          | FC Bayern München           |
| 16      | Amon Levi Dörries  | 03.01.2006        | 2,10 m  |         |          | Alba Berlin                 |
| 32      | Nicolas Kodjoe     | 31.10.2006        | 1,93 m  |         |          | Southern California Academy |
|         |                    | Center (C)        |         |         |          |                             |
| 5       | Tom Stoiber        | 28.03.2006        | 2,00 m  |         |          | Nürnberg Falcons            |
| 15      | Fynn Lastring      | 11.05.2007        | 2,04 m  |         |          | Rasta Vechta                |

| Trainer     | Trainer          | Trainer          |
| Nat.        | Name             | Position         |
| ----------- | ---------------- | ---------------- |
| Deutschland | Alan Ibrahimagic | Cheftrainer      |
| Deutschland | Marius Huth      | Trainerassistent |
| Deutschland | Dario Dugandzic  | Trainerassistent |

| Legende          | Legende            |
| Abk.             | Bedeutung          |
| ---------------- | ------------------ |
| (C)              | Mannschaftskapitän |
| Quellen          |                    |
| Teamhomepage     |                    |
| Ligahomepage     |                    |
| Stand: Juli 2024 |                    |

| Legende          | Legende            |
| Abk.             | Bedeutung          |
| ---------------- | ------------------ |
| (C)              | Mannschaftskapitän |
| Quellen          |                    |
| Teamhomepage     |                    |
| Ligahomepage     |                    |
| Stand: Juli 2024 |                    |